# Robert Huber
Robert Huber (* 20. února 1937) je německý chemik, nositel Nobelovy ceny za chemii za rok 1988. Obdržel ji společně s J. Deisenhoferem a H. Michelem za stanovení trojrozmějné struktury reakčního centra bakteriální fotosyntézy. Je absolventem TU Mnichov (1960), kde zůstal pracovat jako výzkumník. Od roku 1971 byl ředitelem Institut Maxe Plancka pro biochemii v Mnichově. Od roku 2005 pracuje na Univerzitě Duisburg-Essen.